# Betty en NY
Betty en NY – amerykańska telenowela z 2019 roku. Wyprodukowana przez wytwórnię Telemundo.

## Obsada
| Aktor               | Rola                          |
| ------------------- | ----------------------------- |
| Elyfer Torres       | Beatriz "Betty" Aurora Rincón |
| Erick Elías         | Armando Mendoza               |
| Sabrina Seara       | Marcela Valencia              |
| Aarón Díaz          | Ricardo Calderón              |
| Héctor Suárez Gomís | Hugo Lombardi                 |
| César Bono          | Demetrio Rincón               |
| Alma Delfina        | Julia Lozano de Rincón        |
| Jeimy Osorio        | Mariana González              |
| Sylvia Sáenz        | Patricia Fernández            |
| Saúl Lisazo         | Roberto Mendoza               |